# Namba Parks Tower
La Namba Parks Tower (パークスタワー) est un gratte-ciel de bureaux construit dans l'arrondissement Naniwa-ku à Osaka, de 1999 à 2003.
L'immeuble a été conçu par l'agence d'architecture Nikken Sekkei, la plus importante du Japon et par l'agence américaine The Jerde.